# 1778
Перша наукова революція •  Просвітництво • Глухівський період в історії Гетьманщини •  Російська імперія

## Геополітична ситуація
Османську імперію очолює султан Абдул-Гамід I (до 1789). Під владою османів перебувають Близький Схід та Єгипет, Середземноморське узбережжя Північної Африки, частина Закавказзя, значні території в Європі: Греція, Болгарія та Сербія. Васалами османів є Волощина та Молдова.
Священна Римська імперія охоплює, крім німецьких земель, Угорщину з Хорватією, Трансильванію, Богемію, Північну Італію, Австрійські Нідерланди. Її імператор — Йосиф II (до 1790). Марія-Терезія має титул королеви Угорщини. Королем Пруссії є Фрідріх II (до 1786).
У Франції королює Людовик XVI (до 1792). Франція має колонії в Північній Америці та Індії. В Іспанії править Карл III (до 1788). Королівству Іспанія належать південь Італії, Нова Іспанія, Нова Гранада та Віцекоролівство Перу, Внутрішні провінції та Віцекоролівство Ріо-де-ла-Плата в Америці, Філіппіни. У Португалії королюють Марія I (до 1816) та Педру III (до 1786). Португалія має володіння в Бразилії, в Африці, в Індії, в Індійському океані й Індонезії.
На троні Великої Британії сидить Георг III (до 1820). Британія має колонії в Північній Америці, на Карибах та в Індії. У Північноамериканських колоніях Британії триває війна за незалежність. Тринадцять колоній проголосили Декларацію незалежності й утворення Сполучених Штатів.
Північ Нідерландів займає Республіка Об'єднаних провінцій. Вона має колонії в Північній Америці, Індонезії, на Формозі та на Цейлоні. Король Данії та Норвегії — Кристіан VII (до 1808), на шведському троні сидить Густав III (до 1792). На Апеннінському півострові незалежні Венеціанська республіка та Папська область. Король Речі Посполитої — Станіслав Август Понятовський (до 1795). У Російській імперії править Катерина II (до 1796).
Україну розділено між трьома державами. Королівство Галичини та Володимирії належить Австрії. По Дніпру проходить кордон між Річчю Посполитою та Російською імперією. Лівобережна частина розділена на Малоросійську, Новоросійську та Слобідсько-Українську губернії. Задунайська Січ існує під протекторатом Османської імперії. Незалежне Кримське ханство, якому підвладна Ногайська орда.
В Ірані править династія Зандів.
Значними державами Індостану є Імперія Великих Моголів, Імперія Маратха. Зростає могутність Британської Ост-Індійської компанії. У Китаї править Династія Цін. У Японії триває період Едо.

## Події

### В Україні
- Офіційна дата заснування Маріуполя, Херсона.
- У Полтаві зведений Перший пам'ятник на згадку про битву 1709 року.

### У світі
- 5 лютюго Південна Кароліна першою ратифікувала Статті Конфедерації.
- 6 лютого у Парижі підписано договір про дружбу між Францією та США — Сполучені Штати отримали перше міжнародне визнання.
- 28 червня відбувся Монмутський бій між американськими патріотами та британськими військами. Він не виявив переможця.
- У червні почалася війна між Великою Британією та Францією. Офіційно французький король Людовик XVI оголосив війну 10 липня.
- 3 липня почалася війна за баварську спадщину.
- 7 вересня французи захопили Домініку.
- 26 листопада Статті Конфедерації ратифікував другий штат — Нью-Джерсі.
- Вольтер повернувся в Париж, де незабаром помер.

### Наука та культура
- Лагранж опублікував трактат про збурення руху комет.
- Карл Вільгельм Шеєле відкрив молібден.
- Антуан Лавуазьє дав назву Оксигену й визначив його роль у горінні.
- Йоганн Християн Фабрицій видав «Philosophia Entomologica».
- Джозеф Брама запатентував вдосконалену конструкцію унітаза.
- Джеймс Кук дослідив тихоокеанське узбережжя Америки, відкрив Гаваї.
- Медаль Коплі отримав математик Чарлз Гаттон за визначення сили пороху й швидкості вильоту ядра з гармати.
- У Мілані відкрився оперний театр Ла Скала.

### Засновані
- Династія Тейшон
- Іспанська Гвінея

### Зникли
- Тімішоарський Банат

## Народились
див. також Категорія:Народились 1778
- 27 липня — Марі-Анна-Шарлотта де Корде д'Армон, французька революціонерка-жирондистка, убивця Жана Поля Марата
- 29 листопада — Григорій Федорович Квітка-Основ'яненко, український прозаїк, драматург, журналіст, літературний критик і культурно-громадський діяч.

## Померли
див. також Категорія:Померли 1778
- 2 липня — Жан-Жак Руссо, французький філософ (нар. 1712)
- 10 січня — Карл Лінней, шведський природодослідник, творець системи класифікації рослинного і тваринного світу, перший президент Шведської АН (нар. 1707).
- 31 грудня — Альвізе IV Джованні Моченіґо, 118-й венеційський дож.